# جبهة الخلاص الوطني (سوريا)
جبهة الخلاص الوطني في سورية جبهة سورية معارضة تضم طيفاً من أحزاب وشخصيات معارضة في الداخل والخارج مؤيدة لمشروعها المعروض على مؤتمرها التأسيسي في لندن في 5 حزيران/ يونيو 2006. وتمثل هذه الأحزاب جميع مكونات المجتمع السوري، بما في ذلك القوميين والليبراليين الديمقراطيين واليساريين والإسلاميين (الإخوان المسلمون)، وأحزاب الأقليات الإثنية. أسسها عبد الحليم خدام مع عدد من الشخصيات المعارضة في الخارج. وهو الذي كان سابقا أحد رموز النظام أيام الرئيس السابق حافظ الأسد.
يشار بالذكر إلى أن الإخوان المسلمين قد أعلنوا في نيسان 2009 انسحابهم من الجبهة المعارضة، رداً على ما وصفوه بـ«حملة الافتراءات والاتهامات» التي تشنها أطراف في الجبهة عليهم بعد إعلانهم تعليق أنشطتهم المعارضة، في حين رد خدام قائلا إن الإخوان كانوا يشكلون «ثقلا» على الجبهة، وإنهم يجرون حاليا حوارا مع النظام السوري عبر لجنة أمنية شكلت خصيصا لهذا الأمر.

## أفكار الجبهة
تعمل الجبهة - حسب أدبياتها من أجل بناء دولة ديمقراطية مدنية حديثة في سورية، قائمة على التعددية والانتخابات الحرة والنزيهة المعبرة عن إرادة شعبها، وخالية من الانتهاكات لحقوق أي فئة، وتُحفظ فيها حقوق الأقليات الدينية أو الإثنية أو الطائفية.

## تأثير ضحل
في عام 2007 قررت الجبهة نقل عملها إلى الداخل السوري، إلا أن مراقبين استبعدوا أن يكون لمؤتمر جبهة الخلاص وما يتمخض عنه أي تأثير فعال في الداخل، على اعتبار أن التيار الإسلامي محايد تماما بحكم القانون 49 الذي يحكم بالإعدام على كل من تثبت إدانته بالانتماء لجماعة الإخوان، وهو ما يشل التيار الإسلامي عمليا، كما أن الجبهة موجودة في الخارج وتأثيرهم في الداخل ضعيف في ظل الوضع الحالي، كما أن الغرب حتى الآن يفضل بقاء النظام الحالي على أي بديل يكون فيه الإخوان المسلمون طرفا قويا.